# Marcelo Souza
Marcelo Souza dos Santos (Boquim, Brasil; 26 de mayo de 1990), más conocido como Marcelo Souza o Marcelinho, es un futbolista brasileño que juega como delantero en el Club Deportivo Victoria de la Liga Nacional de Fútbol de Honduras.

## Biografía
Marcelo Souza nació en Boquim, Brasil. Luego se mudó a la ciudad de Goiás, donde vivió gran parte de su adolescencia y donde formó parte de las categorías juveniles del Associação Atlética Anapolina. En el año 2010 pasó a formar parte del primer equipo del Associação Atlética Anapolina, donde tuvo una excelente participación y debido a eso fue fichado por un club de la Serie A, el Goiás Esporte Clube.
En el año 2011 llegó al Goiás Esporte Clube de la Serie A. Con este club no tuvo mucha participación y debido a eso fue cedido por seis meses al Al Sharjah de la Primera División de los Emiratos Árabes Unidos, con este equipo tuvo una excelente participación e incluso fue de los máximos anotadores del Torneo 2011-2012, pero luego fue cedido nuevamente a otro club. Esta vez fue cedido por seis meses con opción de compra al Deportes Savio de la Liga Nacional de Fútbol de Honduras.
En julio de 2012 fue cedido por seis meses al Deportes Savio de Honduras, donde en el Torneo Apertura 2012 (Honduras) tuvo una excelente participación, por lo que para el Torneo Clausura 2013, el Deportes Savio decidió comprarlo por un contrato de un año con opción a una renovación por una suma de 200.000 dólares. Tras finalizar el Torneo Apertura 2013 (Honduras), Souza no tuvo un buen rendimiento con el Deportes Savio y debido a eso fue vendido al Club Deportivo Victoria, también de Honduras.
En enero de 2014, el Club Deportivo Victoria oficializó la compra de Marcelo Souza por una cantidad de $150.000, llegando como refuerzo para el Torneo Clausura 2014 (Honduras).

## Clubes
| Club                    | País            | Año         |
| ----------------------- | --------------- | ----------- |
| Anapolina               | Brasil          | 2010 - 2011 |
| Goiás                   | Brasil          | 2011 - 2012 |
| Al Sharjah (Cedido)     | Emiratos Árabes | 2012        |
| Deportes Savio          | Honduras        | 2012 - 2014 |
| Club Deportivo Victoria | Honduras        | 2014        |